# 席氏墓碑
席氏墓碑，位于北京市朝阳区京通快速路北侧、北京地铁四惠东站附近。2013年1月，朝阳区文化委员会为“席氏墓碑”立有“北京市朝阳区普查登记文物”牌。

## 简介
席氏墓碑是两通石碑，一通是清朝掌管江南织造的官员席图库及其夫人的墓碑，一通是席图库的父母的墓碑。墓碑是清朝皇帝所赐。两通碑为同年同月同日刻写，均立于清朝康熙二十七年（1688年）农历十月二十三日。两通墓碑宽约50厘米，高约4米，保存完整，碑首、碑身、龟趺、海墁齐全，碑身上的雕刻精细，碑身上使用满文和汉文记述了墓主生平。
这两通墓碑原来立在如今的京通快速路中间，当年兴建京通快速路时，将墓碑向北挪移。后来，北京地铁八通线经过此地，墓碑第二次挪移，立于现今位置。
席氏墓碑是第三次全国文物普查的登记项目，属于田野石刻类文物。2013年1月，朝阳区文化委员会为席氏墓碑立了文物保护牌，并制作了统一编号，纳入文物保护范围。文物保护牌位于两通石碑旁边，牌上写有“席氏墓碑”，并注明为“北京市朝阳区普查登记文物”。
2013年11月，媒体报道席氏墓碑遭到环卫工人破坏。两通碑身上出现十多块黑色涂块，是环卫工人为遮盖贴在碑身上的小广告时刷的黑涂料。媒体报道后，朝阳区文化文物局文物科委员会派出工作人员前往处理。